# Ruisseau Kemptville
Le ruisseau Kemptville (en anglais : Kemptville Creek) est un cours d'eau dans les municipalités de North Grenville et Augusta, dans les comtés unis de Leeds et Grenville, dans l' est de l'Ontario, au Canada.  Il est un affluent droit de la rivière Rideau dans le bassin hydrographique de la rivière des Outaouais. Son organisme gestionnaire  est  le Office de protection de la vallée Rideau (en) .
Le ruisseau Kemptville est long de 69 km et possède un bassin versant de 456 km2  situé dans les municipalités d'Athens, de Elizabethtown-Kitley et de Merrickville-Wolford . Le ruisseau était historiquement désigné sous le nom de South Branch de la rivière Rideau, jusqu'à ce que son nom soit changé en Kemptville Creek en 1908. Cependant, l'ancien nom est toujours utilisé en 2015 .

## Cours
La branche principale, également appelée la branche sud, se trouve au nord-ouest de la communauté de North Augusta (en) dans la municipalité d'Augusta, où elle prend immédiatement l'affluent droit Mud Creek. Il se déplace vers le nord, passant à North Grenville près de la communauté de Bishop's Mills (en) .

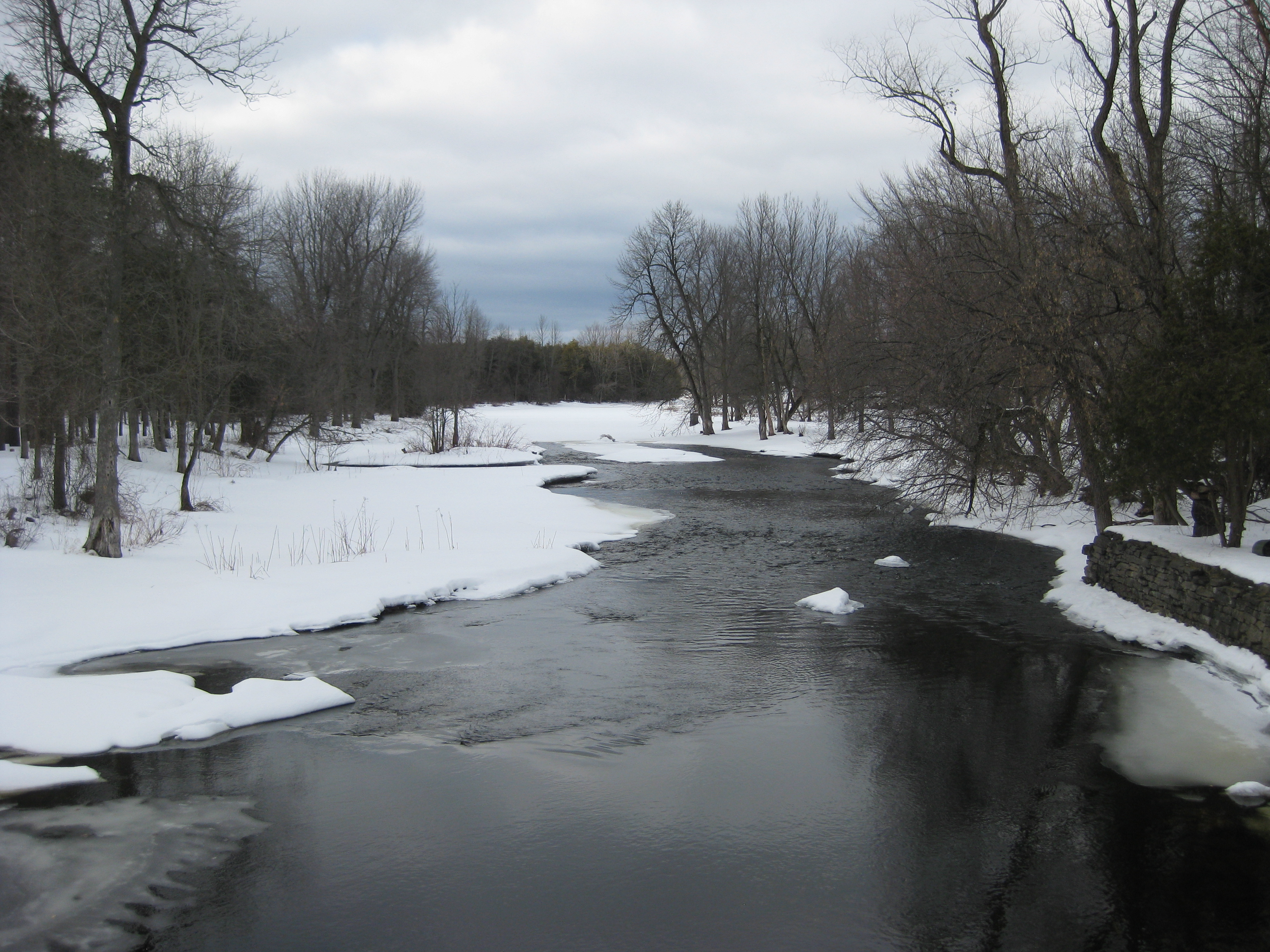
Kemptville Creek à Oxford Mills

La branche nord débute à Cranberry Lake à Merrickville – Wolford et s'écoule vers le nord-est, passe dans North Grenville alors qu'elle traverse la communauté de Bishop's Mills, avant de rejoindre la branche principale au nord-est de la communauté.
À cette confluence, le ruisseau continue vers le nord à travers la d'Oxford Mills où il passe au-dessus du barrage d'Oxford Mills, coule sous la ligne principale du Chemin de fer Canadien Pacifique, traverse Kemptville, où il prend dans l'affluent droit Barnes Creek, et atteint son embouchure à la Rivière Rideau . La rivière Rideau coule vers le nord jusqu'à la rivière des Outaouais .
En été, il est également praticable en canoë de Bishop's Mills à environ 10 km au sud d'Oxford Mills . Au printemps, il devrait être possible de faire du canotage d'Oxford Station Road (ou plus loin) jusqu'à la rivière Rideau avec un seul portage .

## Affluents
- Barnes Creek (à droite)
- North Branch Kemptville Creek (à gauche)
  - Ruisseau Muldoons
- Mud Creek (à droite)